# Edith Oellers-Teuber
Edith Oellers-Teuber (* 14. Oktober 1923 in Duisburg; † 27. Januar 2015 in Lohmar) war eine deutsche Malerin.

## Leben
Die in Duisburg aufgewachsene Künstlerin studierte nach privatem Zeichenunterricht bei A.M.Dünnwald (Tecklenburg) von 1946 bis 1949 an der Werkkunstschule Braunschweig und den Kölner Werkschulen bei F. Vordemberge. Seit den 1950er Jahren schuf Oellers-Teuber zahlreiche Werke im Bereich der öffentlichen Kunst (Glasfenster, Wandbilder, Mosaikgestaltungen, Brunnenanlagen, Textilarbeiten). Studienreisen führten sie nach Paris (1951), London, Italien, Griechenland, Spanien, Russland, Turkmenistan, England und Irland. Mehrfach hielt sie sich im H.Böll-Cottage auf Achill Island auf. Edith Oellers-Teuber war Mitglied der Duisburger Sezession und der GEDOK Bonn. 1980 erhielt sie den ersten Preis der internationalen Künstlertagungen Rauris, 1987 das Cadenabbia-Stipendium der Konrad-Adenauer-Stiftung, 1989 den Dr.-Theobald-Simon-Preis, 1998 den Kunstpreis Rheinland Bonn und 1998 den Kunstpreis Steffens, Linz. Werke der Künstlerin befinden sich in vielen Privatsammlungen, in den Museen von Mainz, Koblenz, Neuwied, Königswinter, Duisburg und Moyland, in den Sammlungen des Landes Rheinland-Pfalz, der Landesbank RLP sowie des Landschaftsverbandes Nordrhein-Westfalen.
Sie war seit 1948 mit dem Bildhauer Günther Oellers verheiratet und ist die Mutter des Kunsthistorikers Adam C. Oellers und der Malerin Edith Oellers. Edith Oellers-Teuber lebte in Linz am Rhein. 
In Duisburg-Beeck wurde 2020 ein Weg nach Edith Oellers-Teuber benannt – das erste Straßenschild für eine Frau in Duisburg.

## Leistungen
Edith Oellers-Teuber entwickelte nach Anfängen im Stil der Neuen Sachlichkeit eine zur lyrischen Abstraktion hinneigende gegenständliche Malerei. Dabei nutzt die Malerin die Möglichkeiten der malerischen Faktur gleichwertig zu den Möglichkeiten der grafischen Textur. Während geologische und biologische Prozesse als immerwährende Erneuerung dargestellt sind, unterliegt das Tun des Menschen in der Natur einem permanenten Zerfall. Dies drückt sich in umfangreichen Bilderfolgen zum Thema der Ruine vor allem am Rhein und in irischer Landschaft aus.